# O vânătoare neobișnuită
O vânătoare neobișnuită este un film românesc din 1965 regizat de Paula Popescu-Doreanu.